# ロケット石鹸
ロケット石鹸株式会社（ロケットせっけん）は、福岡県嘉麻市に登記上本店、同県飯塚市に本社を置く各種石鹸・洗剤メーカーである。1949年創業。

## 会社概要
主に衣料用洗剤、漂白剤、台所用洗剤、シャンプー、ボディソープ、液体洗剤などを製造している。またバラエティショップ・ドラッグストアなど企業のOEM生産をおこなっている。
エオリア株式会社は同社の化粧品・医薬部外品製造販売部門であるため、薬用ハンドソープをはじめ、ボディソープ・シャンプー類にも多く対応している。
筑豊炭田で栄えた飯塚市に根を下ろす企業の一つとしてその名を知られる。

## 沿革
- 1949年1月 福岡県飯塚市に加藤油脂工業所を設立、洗濯固形石鹸の製造販売を開始
- 1963年12月 ロケット石鹸株式会社に組織変更
- 1970年5月 台所用液体洗剤の製造を開始
- 1978年3月 工場・事務所を福岡県飯塚市大字上三緒1-23に移転
- 1979年4月 資本金を500万円に増資
- 1981年6月 日本工業規格表示許可工場となる(許可番号881003)
- 1984年6月 資本金を950万円に増資
- 1986年4月	会長、通産省生産動態統計調査の功労により勲六等瑞寳章を授与
- 1988年6月 化粧品製造許可取得（福化第6303）
- 1994年6月	工場・事務所を現在地に移転
- 1995年4月	資本金を1000万円に増資
- 1997年9月 医薬部外品製造許可取得
- 1999年4月 エオリア株式会社を資本金1,000万円にて設立
- 2008年11月 ISO9001取得
- 2009年12月 容器成型工場の設立（PET・PEボトル内製化）
- 2011年8月 漂白剤工場の設立（漂白剤専用充填ライン）
- 2014年7月 資本金1,100万円に増資

## 主な商品
台所用洗剤
- マイフレッシュ
- クレンザー

衣料用洗剤
- アワーズ
- デオスタイル

住宅用洗剤
- セスキ炭酸ソーダ
- 重曹クリーナー
- バスクリーナー
- トイレクリーナー

その他
- 化粧石鹸
- 業務用洗剤

他多数

## 事業所
本社
福岡県飯塚市菰田東1丁目7番56号
液体・粉末製造工場
福岡県嘉麻市山野2091番地
漂白剤工場
福岡県嘉麻市山野2297-9
エオリア（株）本社工場
福岡県飯塚市平垣1-12